# سوگند (فیلم ۱۳۸۷)
سوگند فیلمی به کارگردانی شاپور قریب و نویسندگی احمد میرکمالی محصول سال ۱۳۸۷ است.

## بازیگران
- یوسف مرادیان
- الهام چرخنده
- روشنک عجمیان
- مهدی امینی خواه
- ساناز کیهان
- محمد ابهری
- فرنوش آل احمد
- سعیده عرب
- حسن زارع
- ملیحه موسوی
- بهرام فروغی
- سارا میرکمالی